# Championnat de Finlande de hockey sur glace 1942-1943
Saison précédente Saison suivante
La saison 1942-1943 est la treizième saison de la SM-sarja.
Le KIF Helsinki remporte le 13e titre de champion de Finlande en terminant à la première place du classement.

## Déroulement

### Classement
| Clt   | Équipe            | PJ | V | D | N | BP | BC | Diff | Pts |
| ----- | ----------------- | -- | - | - | - | -- | -- | ---- | --- |
| +001, | KIF Helsinki      | 7  | 6 | 1 | 0 | 27 | 8  | +19  | 13  |
| +002, | TPS Turku         | 7  | 5 | 1 | 1 | 23 | 9  | +14  | 11  |
| +003, | Ilves Tampere     | 7  | 4 | 2 | 1 | 26 | 7  | +19  | 10  |
| +004, | HSK Helsinki      | 7  | 3 | 1 | 3 | 20 | 17 | +3   | 7   |
| +005, | HJK Helsinki      | 7  | 3 | 0 | 4 | 11 | 14 | -3   | 6   |
| +006, | TBK Tampere       | 7  | 1 | 1 | 5 | 6  | 21 | -15  | 3   |
| +007, | K-Kissat Helsinki | 7  | 1 | 1 | 5 | 3  | 21 | -18  | 3   |
| +008, | Tarmo Hämeenlinna | 7  | 1 | 1 | 5 | 10 | 29 | -19  | 3   |

- Champion de Finlande
- Barrage de promotion-relégation
- Relégué en I-divisionna

### Meilleurs pointeurs
Cette section présente les meilleurs pointeurs de la saison.
| Clt | Joueur           | Équipe        | PJ | B | A | Pts | Pun |
| --- | ---------------- | ------------- | -- | - | - | --- | --- |
| 1   | Kalle Havulinna  | Ilves Tampere | 7  | 6 | 2 | 8   | 0   |
| 2   | Matti Rintakoski | Ilves Tampere | 7  | 3 | 3 | 6   | 0   |
| 3   | Olli Lahtinen    | Ilves Tampere | 7  | 5 | 0 | 5   | 0   |
| 4   | Pentti Isotalo   | Ilves Tampere | 7  | 3 | 0 | 3   | 0   |